# Trust No 1
«Trust No 1» es el sexto episodio de la novena temporada de la serie de televisión estadounidense de ciencia ficción The X-Files. Se estrenó en la cadena Fox el 6 de enero de 2002. El episodio fue escrito por el creador de la serie Chris Carter y el productor ejecutivo Frank Spotnitz, y dirigido por Tony Wharmby. «Trust No 1» ayuda a explorar la mitología general de la serie. El episodio recibió una calificación Nielsen.de 5,1 y fue visto por 8,4 millones de espectadores; obtuvo críticas mixtas a negativas de los críticos de televisión, y muchos sintieron que retrataba a los personajes de la serie de una manera que no era fiel a la historia del programa.
El programa se centra en agentes especiales del FBI que trabajan en casos vinculados a lo paranormal, llamados expedientes X; esta temporada se centra en las investigaciones de John Doggett (Robert Patrick), Monica Reyes (Annabeth Gish) y Dana Scully (Gillian Anderson). En este episodio, Scully tiene la esperanza de reunirse con su expareja, Fox Mulder (David Duchovny), cuando un completo extraño ofrece nueva información sobre lo que lo llevó a esconderse. Sin embargo, su confianza en el extraño puede poner a Mulder en un peligro aún mayor, ya que el hombre resulta ser un supersoldado.
«Trust No 1» presenta a la ex estrella principal Duchovny mediante el uso de imágenes filmadas previamente. Fue escrito en respuesta a los fanáticos que sintieron que, durante la octava temporada, la abducción de Mulder no se trató hasta su milagroso regreso en «This Is Not Happening»/«Deadalive». El actor Terry O'Quinn, que aparece en este episodio como el Hombre sombra, apareció como diferentes personajes en el episodio de la segunda temporada «Aubrey» y en la película de 1998 y apareció como Peter Watts en el programa hermano de The X-Files Millennium. El lema del episodio es «They're Watching» (ellos están mirando).

## Argumento
Mientras está en un cibercafé, Dana Scully (Gillian Anderson) ve a un bebé llorando y ve a su madre, Patti, discutiendo con su esposo afuera. Scully le pregunta a la madre si está bien y la madre se va con su hijo. Mientras tanto, John Doggett (Robert Patrick) y Mónica Reyes (Annabeth Gish) visitan a Scully en Quantico para contarle sobre un informante que quiere contactar a Fox Mulder (David Duchovny). Doggett alienta a Scully a contactar a Mulder, creyendo que el informante tiene los nombres de los supersoldados y podría resultar vital para rastrearlos. El informante indica que está dispuesto a compartir esta información con nadie más que con Mulder. Scully, temerosa por la seguridad de Mulder, afirma falsamente no saber su paradero.
Poco tiempo después, Scully ve que Patti tiene otra discusión con su esposo, quien se marcha con su bebé en el auto. Scully se acerca a Patti y le ofrece ayuda. Scully convence a Patti para que pase la noche en su departamento después de enterarse de que no tiene adónde ir. Mientras tanto, Doggett y Reyes vigilan el lugar donde rastreó la llamada del informante. Ven al marido de Patti, que creen que es el informante, entrar en un edificio aparentemente abandonado. En el interior, el esposo se sienta frente a una computadora. El Hombre sombra (Terry O'Quinn), que parece ser el jefe del marido, supervisa a Scully a través de la vigilancia.
A la mañana siguiente, Patti apaga el monitor para bebés y saca a William de su cuna. Scully se despierta cuando recibe una llamada telefónica de Doggett advirtiéndole que el informador al que estaban siguiendo acababa de entrar en su edificio de apartamentos. Scully luego escucha a William llorar y confronta a Patti a punta de pistola. En ese momento, el esposo de Patti intenta forzar la cerradura de Scully, pero Doggett y Reyes lo detienen. El esposo informa a los agentes que están siendo observados y le indica a Scully que cierre la ventana. Luego le revela a Scully que es un miembro de la NSA sin nombre. Patti dice que su hija es como William y que solo quieren mantener a salvo a ambos niños. El marido revela que su supervisor ha descubierto el proyecto de los «supersoldados» y alude a los crímenes contra personas inocentes. Le ruega a Scully que llame a Mulder para que salga de su escondite y le dé esta información.
Momentos después, el Hombre sombra llama a Scully y le dice que se comunique con Mulder algún día o desaparecerá con las identidades de los supersoldados. Scully se niega a menos que pueda encontrarse cara a cara con el Hombre sombra. Este le da a Scully instrucciones detalladas sobre cómo y dónde encontrarse con él, y le advierte que incluso una ligera desviación de sus instrucciones significaría que nunca más volverá a contactarla. El Hombre sombra le dice a Scully que conduzca hacia el oeste en una serie de vehículos hasta que le digan que se detenga. También le dice que se cambie a un atuendo diferente que tiene en la cajuela del automóvil que ella conduce; Scully obedece a regañadientes. El Hombre sombra luego se encuentra cara a cara con Scully y destruye su vehículo con una bomba detonada de forma remota. Él explica que la ha estado observando durante bastante tiempo y que, además de su talla, él conoce todo sobre ella, incluyendo «esa noche solitaria en que invitó a Mulder a su cama».
Scully finalmente se rinde y contacta a Mulder; ella le dice a Doggett que antes de que Mulder se fuera, habían elaborado un plan de que, si regresaba, llegaría en tren. Doggett insta a Scully a contactar a Mulder y decirle que no venga, temiendo que el Hombre sombra le esté tendiendo una trampa. Scully responde que quiere ver a Mulder y que es demasiado tarde para cancelarlo. Reyes, Doggett y el agente de la NSA cubren a Scully en la estación de tren. Sin embargo, cuando el tren se detiene, el Hombre sombra aparece y dispara al agente antes de acercarse a Scully. Antes de que el Hombre sombra pueda matar a Scully, Doggett aparece y le dispara dos veces, enviándolo a las vías del tren, donde aparentemente el tren lo atropella. Debido a que ha habido un tiroteo, para consternación de Scully, un empleado de la estación le dice al maquinista que mantenga el tren en movimiento y no se detenga en la estación.
Mientras Scully consuela a Patti, cuyo esposo acaba de morir en los brazos de Scully, Doggett informa que no puede encontrar el cuerpo del Hombre sombra. Scully, temerosa de que este sea un supersoldado que persigue a Mulder, persigue al tren con Doggett y Reyes. Un empleado que trabaja para el tren recibe una llamada en su radio, diciendo que alguien saltó de un tren y cayó en una cantera de roca. Doggett y Reyes persiguen a alguien que creen que es Mulder, mientras que Scully se adentra más en la cantera. Allí, es atacada por el Hombre sombra, quién le dice que todos deben morir. De repente, el Hombre sombra es destruido por magnetita que se extrae de la cantera.

## Producción

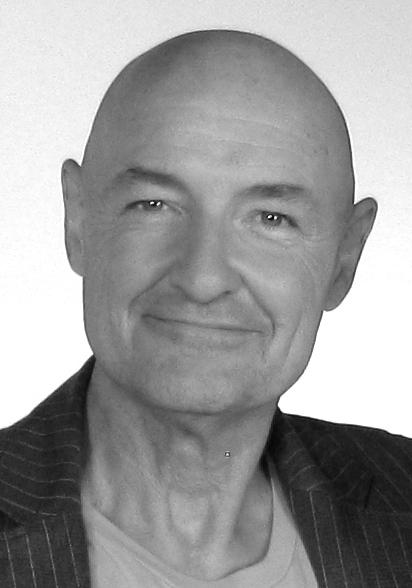
Terry O'Quinn fue la estrella invitada del episodio.

«Trust No 1» fue escrito por el creador de la serie Chris Carter junto con el productor ejecutivo Frank Spotnitz y fue dirigido por Tony Wharmby. El episodio presenta a la ex estrella principal David Duchovny mediante el uso de imágenes filmadas previamente. Según Matt Hurwitz y Chris Knowles en su libro The Complete X-Files, el episodio incluye temas «sobre la vigilancia orwelliana». «Trust No 1» se escribió en respuesta a los fanáticos que sintieron que, durante la octava temporada, la abducción de Mulder no se trató apropiadamente hasta su milagroso regreso en «This Is Not Happening»/«Deadalive». A pesar de esto, el director de la serie, Kim Manners, fue crítico con este enfoque en Mulder y señaló: «Lo único que pensé que no hicimos bien durante las temporadas ocho y nueve fue que muchos de los programas trataban sobre Mulder, y pensé fue un error hacer una serie sobre un hombre que no estaba parado frente a la cámara».
Las direcciones de correo electrónico que Mulder y Scully usan para comunicarse entre sí eran direcciones reales, creadas y mantenidas por Ten Thirteen Productions. El lema del episodio es «They're Watching» (ellos están mirando), cambiado del habitual «The Truth is Out There» (la verdad está ahí fuera).
El actor Terry O'Quinn, que aparece en este episodio como el Hombre sombra, apareció como diferentes personajes en el episodio de la segunda temporada «Aubrey» y en la película de 1998. También interpretó un papel recurrente como Peter Watts en Millennium y apareció en la serie de corta duración Harsh Realm. Más tarde, O'Quinn se ganó el apodo de «Mr. Ten Thirteen», debido a su aparición en múltiples programas y películas afiliadas a Ten Thirteen Productions, la compañía que produjo The X-Files.

## Emisión y recepción
«Trust No 1» se estrenó por primera vez en la cadena Fox en los Estados Unidos el 6 de enero de 2002. El episodio obtuvo una calificación Nielsen de 5,1, lo que significa que fue visto por el 5,1% de los hogares estimados de la nación y fue visto por 5,4 millones de hogares, y 8,4 millones de espectadores. Fue el 55.º episodio de televisión más visto que se emitió durante la semana que finalizó el 3 de marzo. El episodio se incluyó más tarde en The X-Files Mythology, Volume 4 - Super Soldiers, una colección de DVD que contiene entregas relacionadas con la saga de los «supersoldados» extraterrestres.
El episodio recibió críticas mixtas a negativas de los críticos de televisión. Jessica Morgan de Television Without Pity le dio al episodio una calificación B-. Robert Shearman y Lars Pearson, en su libro Wanting to Believe: A Critical Guide to The X-Files, Millennium & The Lone Gunmen, calificaron el episodio con una estrella de cinco. Los dos llamaron a la entrada «un ejercicio de futilidad [...] en el mejor de los casos» y argumentaron que, debido a que Duchovny había dejado la serie, la sensación de emoción de que podría haber aparecido en el episodio había desaparecido por completo. Además, Shearman y Pearson criticaron fuertemente la caracterización de Mulder y Scully, llamando a Mulder un personaje que la audiencia «ya no puede reconocer» y a Scully como una «imbécil crédula». M.A. Crang, en su libro Denying the Truth: Revisiting The X-Files after 9/11, también criticó el tratamiento de los personajes en el guion, argumentando que Mulder y Scully en este episodio «no se parecen en nada a los personajes que hemos llegado a conocer». También lamentó que el episodio no examinara con mayor detalle el tema central de la vigilancia electrónica. Tom Kessenich, en su libro Examinations, escribió una crítica en gran medida negativa del episodio. Se burló de la serie por hacer parecer que Mulder abandonó a la mujer que amaba y a su propio hijo. Señaló: «El hecho de que camine, hable y, a veces, actúe como The X-Files, no lo convierte en The X-Files».